# Platyptilia grisea
Platyptilia grisea là một loài bướm đêm thuộc họ Pterophoridae. Nó được tìm thấy ở Madagascar.